# South Tongu District
South Tongu District är ett distrikt i Ghana.   Det ligger i regionen Voltaregionen, i den sydöstra delen av landet, 100 km nordost om huvudstaden Accra. Antalet invånare är 64 852. Arean är 448 kvadratkilometer.
Terrängen i South Tongu District är platt.